# 小頭魷科
小頭魷科音译克氏鱿科，又稱小頭魷魚科、小頭烏賊科、酸浆鱿科，以約翰·克蘭奇（John Cranch，英格兰博物学家）命名，包含了約60種的魷魚，分布於全世界開放海域的表層至中水層，外套膜長度範圍約為10 cm（3.9英寸）至超過3米（9.8英尺），體型最大的物種為哈氏中爪魷。小頭魷科的特徵包括臃腫的身體及較短的觸手，觸手上具有兩排吸盤，有些物種吸盤上還具有勾爪，第三對觸手長度多半較長。大多數物種具有生物發光的能力，在腹側具有發光器，可產生消光剪影。眼睛的形式十分多樣化，有的物種具有大而圓的眼睛，而有的物種則具有可伸縮的眼柄。體內具有充滿氨溶液的腔室，可用於調節浮力。通常唯一不透明的器官為雪茄型的消化腺，功能相當於哺乳動物的肝。消化腺多半與身體方向呈垂直，盡可能減少從下方或上方看過去的可視輪廓面積；另外有些物種則是在消化腺的末端上有發光器，能夠透過調節發光來將其隱藏於水中。
和多數魷魚一樣，小頭魷科物種的幼年個體棲息於表層水體，透明的身軀能提供牠們偽裝，隨著年紀增長才逐漸遷徙至深海，有些物種甚至會生存在水深2 km（1.2 mi）以上的深海中。許多物種在生長過程中，外型與體型上會有很明顯的變化，這導致牠們的幼體時常被誤認成別的物種。
小頭魷科物種並無任何商業漁業價值。

## 屬
本科包含有2亞科（2個亞科皆是由喬治·約翰·普費弗進行描述與命名）及13屬：
- 小頭烏賊亞科（英语：Cranchiinae） Cranchiinae
  - 小頭烏賊屬 Cranchia
  - 塔烏賊屬（英语：Leachia） Leachia
  - 紡錘魷屬（英语：Liocranchia） Liocranchia
- 孔雀魷亞科（英语：Taoniinae） Taoniinae
  - 深奇魷屬 Bathothauma
  - 孔雀魷屬 Taonius
  - 愛琴魷屬（英语：Egea） Egea
  - 盔槍魷屬（英语：Galiteuthis） Galiteuthis
  - 小豬魷屬（英语：Helicocranchia） Helicocranchia
  - 里古魷屬（英语：Liguriella） Liguriella
  - 巨大小頭魷屬（英语：Megalocranchia） Megalocranchia
  - 大王酸漿魷屬 Mesonychoteuthis
  - 眼魷屬 Sandalops
  - 玻璃魷屬（英语：Teuthowenia） Teuthowenia